# Anemone lowariensis
Anemone lowariensis är en ranunkelväxtart som beskrevs av R.A. Qureshi och M.N. Chaudhri. Anemone lowariensis ingår i släktet sippor, och familjen ranunkelväxter. Inga underarter finns listade i Catalogue of Life.